# Akcja Wyborcza Solidarność
Akcja Wyborcza Solidarność (AWS) – koalicyjne ugrupowanie polityczne o charakterze centroprawicowym, powstałe 8 czerwca 1996, sprawujące władzę w Polsce w latach 1997–2001, którego założycielem był Marian Krzaklewski. Skupiało wiele ugrupowań o różnym charakterze i poglądach, głównie chrześcijańsko-demokratycznych i centroprawicowych. W okresie od 10 listopada 1997 do 6 czerwca 2000 tworzyła koalicję rządową z Unią Wolności, a następnie, po wystąpieniu UW z koalicji, do 19 października 2001 – rząd mniejszościowy. Przewodniczącym AWS (a później także Klubu Parlamentarnego AWS) był Marian Krzaklewski. Premierem z ramienia koalicji był Jerzy Buzek (jego rząd otrzymał wotum zaufania 11 listopada 1997).

## Historia

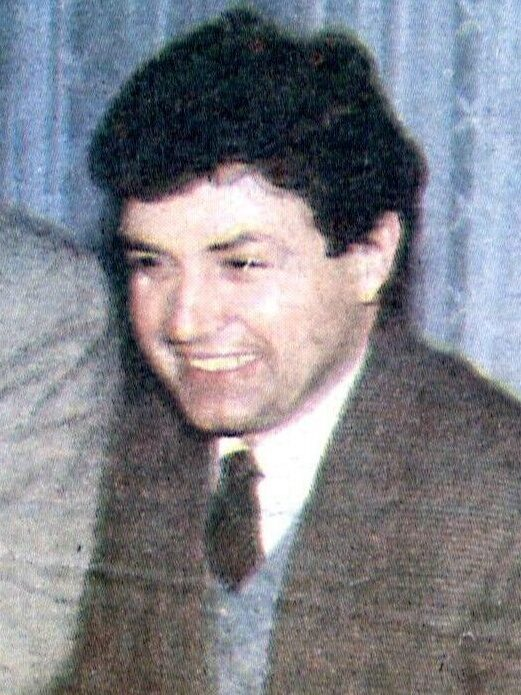
Marian Krzaklewski – lider AWS w latach 1996–2001

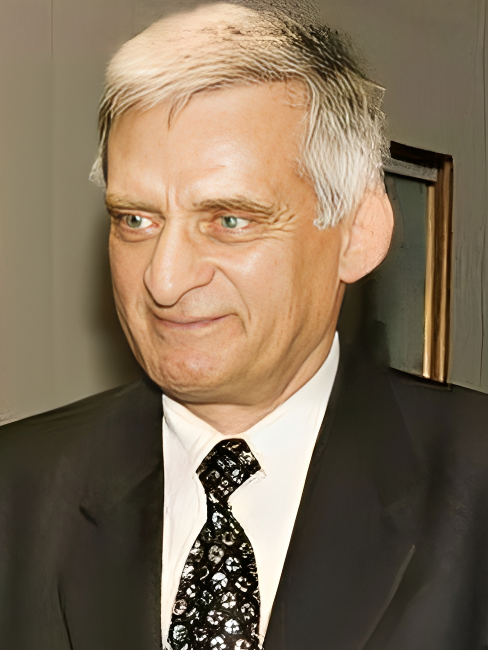
Jerzy Buzek – premier z ramienia AWS w latach 1997–2001, lider AWS w 2001 (później w latach 2009–2012 przewodniczący PE)

### Geneza
Akcja Wyborcza Solidarność założona została 8 czerwca 1996. Jej powstanie wiązało się m.in. z integracją ugrupowań postsolidarnościowych w ramach szerokiego bloku wyborczego. Inicjatorem powstania tego ugrupowania był NSZZ „Solidarność”, który zawarł porozumienie z ugrupowaniami i stowarzyszeniami o charakterze prawicowym oraz antykomunistycznym. Ugrupowanie funkcjonowało jako koalicja partii skupiona wokół NSZZ „Solidarność”. W skład koalicji wchodziło wiele stopniowo łączących się ugrupowań. AWS miała w założeniu stanowić alternatywę dla centrolewicowej koalicji SLD-PSL. Początkowo życzliwie do formowania się nowej koalicji odnosił się były prezydent Lech Wałęsa.

### Wybory parlamentarne w 1997 i początek rządów
Komitet Akcji Wyborczej Solidarność zwyciężył w wyborach parlamentarnych w 1997, uzyskując 4 427 373 głosy, tj. 33,83% głosów ważnych, co dawało 201 mandatów poselskich. AWS zdobyła także 51 mandatów senatorskich, co oznaczało bezwzględną większość w drugiej izbie parlamentu. Zwycięstwo w wyborach do Sejmu pozwoliło utworzyć koalicyjny rząd Jerzego Buzka z Leszkiem Balcerowiczem (UW) jako wicepremierem i ministrem finansów. Przedstawiciele AWS zostali marszałkami Sejmu (Maciej Płażyński) i Senatu (Alicja Grześkowiak). W 1997 powstała partia Ruch Społeczny AWS, która stała się głównym podmiotem Akcji. Wewnątrz klubu AWS wykształciły się potem zespoły parlamentarne odpowiadające różnym nurtom politycznym wewnątrz Akcji (nie wszyscy posłowie byli w nich zrzeszeni): Zespół Ruchu Społecznego AWS (przewodniczący Mieczysław Szczygieł), Zespół Chrześcijańsko-Demokratyczny (przewodniczący Paweł Łączkowski), Zespół Konserwatywno-Ludowy (przewodniczący Aleksander Hall) i Zespół Chrześcijańsko-Narodowy (przewodniczący Stefan Niesiołowski).

### Początkowe konflikty wewnętrzne
W wyniku wewnętrznego konfliktu wewnątrz AWS w 1998 z koalicji wykluczona została Konfederacja Polski Niepodległej – Obóz Patriotyczny, po wykluczeniu z Klubu Parlamentarnego AWS przywódcy tego ugrupowania Adama Słomki. Wykluczony został także Jan Łopuszański, który wraz z kilkoma posłami założył koło Porozumienie Polskie (a w 1999 partię o tej nazwie). Adam Słomka i Jan Łopuszański zostali usunięci z AWS z powodu oprotestowywania przez nich tych działań koalicji AWS-UW, które były sprzeczne z programem wyborczym AWS.

### Wybory samorządowe w 1998
W wyborach samorządowych w 1998 AWS uzyskała 10 613 mandatów radnych (342 radnych wojewódzkich, 3130 radnych powiatowych i 7141 radnych gminnych). Spośród ugrupowań prawicowych obok AWS w wyborach tych uczestniczyły: Ruch Patriotyczny „Ojczyzna” (tworzony m.in. przez KPN-OP) i Stowarzyszenie „Rodzina Polska” (popierane m.in. przez Porozumienie Polskie).

### 2000
W czerwcu 2000 Unia Wolności zerwała koalicję z AWS.
Kandydatem AWS w wyborach prezydenckich został przewodniczący AWS Marian Krzaklewski z RS AWS (jego kandydatura nie budziła powszechnej zgody w AWS – działacze SKL opowiedzieli się w dużej części za Andrzejem Olechowskim). Zdobył on 2 739 621 głosów, tj. 15,57% głosów ważnych, zajmując trzecie miejsce spośród 12 kandydatów. W efekcie tej porażki Marian Krzaklewski zrezygnował 23 grudnia 2000 z funkcji przewodniczącego AWS na rzecz Jerzego Buzka (formalnie nastąpiło to 10 stycznia 2001).
Tego samego dnia zmieniono status AWS, określając ją jako federację. Tworzyły ją:
- Niezależny Samorządny Związek Zawodowy „Solidarność” (przewodniczący Marian Krzaklewski),
- Ruch Społeczny Akcji Wyborczej Solidarność (przewodniczący Jerzy Buzek, jednocześnie przewodniczący Federacji AWS),
- Porozumienie Polskich Chrześcijańskich Demokratów (przewodniczący Antoni Tokarczuk),
- Stronnictwo Konserwatywno-Ludowe (przewodniczący Jan Rokita),
- Zjednoczenie Chrześcijańsko-Narodowe (przewodniczący Stanisław Zając).

### Dekompozycja AWS i nowe ugrupowania
18 marca 2001 SKL wystąpiło z Federacji AWS, biorąc następnie udział w tworzeniu Platformy Obywatelskiej (podobnie jak Maciej Płażyński, który opuścił RS AWS). 15 maja z kolei Komisja Krajowa NSZZ „Solidarność” podjęła decyzję o wycofaniu związku zawodowego z Federacji AWS i nieuczestniczeniu w żadnej strukturze politycznej.
Działacze związani z Lechem Kaczyńskim na bazie Porozumienia Centrum utworzyli Prawo i Sprawiedliwość (we współpracy z Przymierzem Prawicy, partią założoną w 2001 przez rozłamowców z SKL i ZChN – początkowo posiadającą Zespół Parlamentarny wewnątrz klubu AWS pod przewodnictwem Tadeusza Cymańskiego, w lipcu na bazie PP powstał jednak klub PiS), a część wybranych z listy AWS narodowców (jak działacze Porozumienia Polskiego czy Gabriel Janowski, który w 2001 utworzył partię Przymierze dla Polski) podjęła współpracę z Ligą Polskich Rodzin.
Na końcu kadencji Klub Parlamentarny AWS liczył 134 posłów i 50 senatorów.

### Akcja Wyborcza Solidarność Prawicy
Akcja Wyborcza Solidarność Prawicy to koalicja wyborcza powołana 24 maja 2001 i startująca w wyborach parlamentarnych 23 września 2001. W jej skład wchodziły:
- Ruch Społeczny Akcja Wyborcza Solidarność – 354 kandydatów
- Porozumienie Polskich Chrześcijańskich Demokratów – 162 kandydatów
- Zjednoczenie Chrześcijańsko-Narodowe – 143 kandydatów
- Konfederacja Polski Niepodległej – 43 kandydatów
- pozostałe ugrupowania i bezpartyjni – 24 kandydatów

Łącznie AWSP wystawiła 726 kandydatów do Sejmu RP.
W okresie od 24 maja 2001 do 19 lipca 2001 w skład koalicji AWSP wchodził również Ruch Odbudowy Polski, który ostatecznie wystartował do Sejmu w większości z list LPR.
AWSP wystawiła także 38 kandydatów do Senatu RP w ramach szerszej koalicji Blok Senat 2001 (współtworzonej z PO, PiS, UW i ROP).

#### Wybory parlamentarne w 2001
W wyniku wyborów parlamentarnych w 2001 lista AWSP uzyskała 729 207 głosów, tj. 5,60% głosów ważnych i nie uzyskała mandatów poselskich w związku z nieprzekroczeniem progu wyborczego wynoszącego 8% w przypadku koalicji wyborczych. AWSP uzyskała natomiast 7 mandatów senatorskich z ramienia Bloku Senat 2001.

### Dalsze losy środowiska AWS
Senatorowie wybrani jako kandydaci AWSP znaleźli się w klubie Blok Senat 2001, w którym zasiadali do końca kadencji (2005). Po przegranych wyborach z 2001 część dawnych polityków AWS przeszła do Platformy Obywatelskiej, wielu związało się także z Prawem i Sprawiedliwością. W 2002 w jedną partię (SKL – Ruch Nowej Polski) połączyły się SKL i PPChD, a Ruch Społeczny AWS przemianował się na „Ruch Społeczny”. Na miejsce obu ugrupowań w 2004 powstała Partia Centrum (istniejąca do 2008). Ponadto w 2003 powstały inne partie współtworzone przez środowiska dawnej AWS: Republikańska Partia Społeczna, Inicjatywa dla Polski i Suwerenność-Praca-Sprawiedliwość (wszystkie zakończyły działalność w latach 2005–2006). ZChN funkcjonowało do 2010. Reaktywowane w 2007 SKL weszło w 2014 w skład Polski Razem, przekształconej w 2017 w Porozumienie. W partiach tych znalazło się także wielu innych dawnych działaczy AWS, podobnie jak w Polsce Plus (2010), PJN (2010–2014), Solidarnej/Suwerennej Polsce (2012–2024) i Partii Republikańskiej (2021–2023). Grupa dawnych działaczy AWS ukształtowana wokół Marka Biernackiego (Konserwatyści) znalazła się także w powstałej w 2019 Koalicji Polskiej (skupionej wokół PSL) i w 2022 powołała w jej ramach partię Centrum dla Polski.

## Założenia programowe

### Zagadnienia ustrojowe
AWS opowiadała się za decentralizacją państwa poprzez wzmocnienie samorządów terytorialnego, gospodarczego i zawodowego. Podstawą samorządu miała być gmina.
Deklarowano przywrócenie równowagi między poszczególnymi rodzajami władzy. AWS postulowała wprowadzenie ostateczności orzeczeń Trybunału Konstytucyjnego. Postulowała również wybór 2/3 posłów w okręgach jednomandatowych oraz wprowadzenie lustracji kandydatów na ważne stanowiska w państwie oraz wybór urzędników w formie konkursu. Podjęła również nieudaną próbę przegłosowania ustawy o dekomunizacji, obejmujący wszystkich członków PZPR oraz osoby bezpartyjne pełniące za PRL funkcje ministrów i wojewodów.

### Program gospodarczy
AWS opowiadała się za reformą polityki podatkowej poprzez ograniczenie wysokości podatków i dążyła do zmniejszania roli państwa w redystrybucji dochodów, a także uproszczenia zasady obliczania podatków, które miały mieć charakter prorodzinny.
Koalicja chciała zreformować politykę podatkową, ograniczając wysokość podatków i dążąc do zmniejszenia roli państwa w redystrybucji dóbr. Postulowano także zdecydowane uproszczenie zasady obliczania podatków. Obciążenia podatkowe miały charakter prorodzinny. Podstawą opodatkowania miała być suma dochodów dzielona przez liczbę członków rodziny. Podatki nakładane miały być wyłącznie ustawą. AWS opowiadała się za unowocześnieniem i przebudową polskiego rolnictwa, którego podstawę stanowią gospodarstwa rodzinne. Polityka kredytowa, interwencyjna i kształtowanie cen miały wspierać rozwój gospodarstw, inwestycje w sferze obsługi rolnictwa i przetwórstwa spożywczego oraz cywilizacyjną przebudowę wsi. AWS postulowała także ochronę polskiego rolnictwa przed nieuczciwą konkurencją z zagranicy.
W programie gospodarczym koalicja zapowiadała zreformowanie polityki podatkowej poprzez ograniczenie wysokości podatków i dążenie do zmniejszania roli państwa w redystrybucji dochodów oraz utrzymanie zerowej stawki podatku VAT na książki i prasę.

### Polityka zagraniczna
W kwestii polityki zagranicznej AWS opowiadała się za jak najszybszą integracją z Unią Europejską i NATO na równych prawach. Opowiadała się przy tym za stworzeniem Europy Ojczyzn.

### Kwestie społeczne
AWS w kwestiach społecznych prezentowała konserwatywne stanowisko. Według koalicji naród jest rodziną rodzin, a społeczeństwo jest silne energią, zorganizowaniem i pracą obywateli oraz ich niezależnych organizacji. Podstawą ładu Rzeczypospolitej jest prawo naturalne, w tym prawo do życia każdego człowieka od poczęcia do naturalnej śmierci, prawo do wolności oraz prawo do własności prywatnej.

## Realizacja programu AWS
Obok wprowadzania własnego programu AWS podjęła się realizacji, w koalicji z Unią Wolności, programu czterech reform. Wszystkie reformy zostały wprowadzone w życie w dniu 1 stycznia 1999.

### Reforma administracyjna
Reforma administracyjna polegała na przywróceniu trzystopniowego poziomu administracji publicznej. Zredukowano liczbę województw z 49 do 16. Pierwotnie projekt AWS zakładał podział kraju na 12 województw oraz przywrócenie szczebla powiatowego w samorządzie. Opozycyjny Sojusz Lewicy Demokratycznej zgłosił propozycję podziału kraju na 17 województw. Pierwsza propozycja została zawetowana przez Aleksandra Kwaśniewskiego, a z kolei propozycja SLD nie uzyskała większości w Sejmie. Kolejna propozycja AWS zakładająca podział kraju na 15 województw również nie uzyskała poparcia. Ostatecznie 18 lipca koalicja AWS-UW przy poparciu SLD zgodziła się na podział kraju na 16 województw, który został wprowadzony.

### Reforma systemu oświaty
Reforma realizowana w Polsce od 1 września 1999 (de facto od 26 czerwca – data wystawienia świadectw kończących szkołę podstawową dla uczniów klas VI oraz VIII), doprowadziła po trzech latach do przekształcenia obowiązującego od 1968 dwustopniowego systemu szkolnictwa w strukturę trzystopniową. Reforma skróciła naukę w szkole podstawowej z 8 do 6 lat, wprowadziła 3-letnie gimnazjum, 3-letnie licea profilowane i czteroletnie technika. W liceach nauka została skrócona z 4 do 3 lat, wprowadzono także zewnętrzne egzaminy na zakończenie każdego etapu edukacji.

### Reforma służby zdrowia
Reforma służby zdrowia polegała na utworzeniu 16 kas chorych w miejsce funkcjonującego scentralizowanego systemu. Założeniem reformy było przekazywane pieniędzy temu oddziałowi kasy chorych, na terenie którego pacjent zdecydował się leczyć. Jednak nieudolne wprowadzenie reformy spowodowało wzrost biurokracji, co doprowadziło do chaosu i wzrostu niezadowolenia społecznego. W 2001 koalicja SLD-PSL-UP zlikwidowała kasy chorych, powołując w ich miejsce Narodowy Fundusz Zdrowia.

### Reforma ubezpieczeń emerytalnych
Reforma ubezpieczeń emerytalnych polegała na wprowadzeniu III filarów. Pierwszym filarem stał się Zakład Ubezpieczeń Społecznych. II filar stanowią Otwarte Fundusze Emerytalne (OFE). II filar stał się obowiązkowy dla osób urodzonych po 1 stycznia 1969. III filar wprowadzono jako całkowicie dobrowolny, stanowiący uzupełnienie emerytury pochodzącej z I oraz II filaru. W latach 1999–2011 wysokość przekazywanej do OFE składki wynosiła 7,3%. Od 1 maja 2011 obowiązkowa składka do OFE wynosi 2,3%. W latach 2013–2018 składka na OFE miała wzrastać do poziomu 3,5%.

### Skutki polityczne i gospodarcze rządów
Cztery reformy – zdaniem krytyków – były odstąpieniem od realizacji programu politycznego, społecznego i gospodarczego AWS głoszonego w kampanii wyborczej do parlamentu w 1997 i doprowadziły do porażki wyborczej, polegającej na utraceniu przez AWS reprezentacji w Sejmie po wyborach parlamentarnych z 2001.
Rządy koalicji AWS-UW przyczyniły się także do wyhamowania wzrostu gospodarczego przy jednoczesnym znaczącym wzroście deficytu budżetowego i powstaniu tzw. dziury Bauca. Jednocześnie postulaty wyborcze AWS w większości nie zostały zrealizowane.

## Ugrupowania tworzące AWS
W skład AWS wchodziło wiele ugrupowań, które stopniowo się łączyły. Należały do nich zarówno partie, jak i organizacje niepartyjne. W wyborach w 1997 z ramienia AWS mandaty uzyskali przedstawiciele partii takich jak Zjednoczenie Chrześcijańsko-Narodowe, Stronnictwo Konserwatywno-Ludowe, Porozumienie Centrum, Konfederacja Polski Niepodległej – Obóz Patriotyczny, Partia Chrześcijańskich Demokratów, Ruch Stu, Polskie Stronnictwo Ludowe – Porozumienie Ludowe, Zjednoczenie Polskie, Koalicja Konserwatywna, Chrześcijańska Demokracja – Stronnictwo Pracy, Ruch dla Rzeczypospolitej – Obóz Patriotyczny, Stronnictwo Demokracji Polskiej czy Prawica Narodowa (mandaty zdobyli także działacze partii nieuczestniczących w AWS, jak KPN czy RdR). Najwięcej przedstawicieli wprowadził Niezależny Samorządny Związek Zawodowy „Solidarność”. Innymi niepartyjnymi organizacjami, które z list AWS uzyskały mandaty poselskie, były Polska Federacja Stowarzyszeń Rodzin Katolickich, Ruch „Solidarni w Wyborach” (potem przekształcony w partię), Liga Krajowa, Krajowy Zespół Elekcyjny, Nowa Polska, Stowarzyszenie „Rodzina Polska”, Instytut Lecha Wałęsy (z jego ramienia mandaty uzyskali członkowie partii ChDRP), Niezależne Zrzeszenie Studentów, Forum Samorządowe, Liga Miejska, NSZZ „Solidarność” RI, Liga Republikańska, Związek Sybiraków, Stowarzyszenie „Integracja Europy”, Gdański Komitet Obywatelski czy Unia Laikatu Katolickiego. Innymi ugrupowaniami związanymi z AWS były partie Forum Polskie, Koalicja Ludowo-Niepodległościowa, Partia Przymierza Narodowego, Partia Victoria, Polska Partia Ekologiczna – Zielonych, Polskie Stronnictwo Kresowe, Porozumienie Centrum – Inicjatywa Integracyjna, Polskie Stronnictwo Ludowe (Mikołajczykowskie) i Stronnictwo Polityki Realnej oraz inne organizacje jak Blok Młodych (organizacja polityczna utworzona w 1995 na bazie Młodzieżowych Sztabów Wyborczych Lecha Wałęsy, istniała do 2001), Konfederacja Republikanów, Krajowa Konferencja Komitetów Obywatelskich, Młodzieżowy Komitet Akcji Wyborczej Solidarność, Ruch Wspierania AWS, Obywatelski Ruch Patriotyczny, Polski Ruch Patriotyczny, Polski Związek Zachodni, Polskie Forum Patriotyczne, Ruch Opcji Ludowo-Agrarnych „Rola” czy Związek Zawodowy „Kontra”.
Po wyborach, jeszcze w 1997, powołano partię Ruch Społeczny Akcja Wyborcza Solidarność, której członkami zostało wielu dotychczas bezpartyjnych działaczy AWS; RS AWS wchłonął ponadto kilka mniejszych partii i był najsilniejszym podmiotem koalicji.

## Symbolika
Logiem AWS był czerwony napis „AWS” z wystającą z litery „W” flagą Polski, wokół którego widniał granatowy napis „Akcja Wyborcza Solidarność”.

## Struktura
Najwyższą władzą AWS była Rada Krajowa, na czele której stał przewodniczący. Władzę wykonawczą stanowił Zespół Koordynacyjny. Strukturę terenową stanowiło 16 oddziałów regionalnych. Ich liczba odpowiadała liczbie województw.

## Poparcie w wyborach

### Wybory parlamentarne
| Wybory      | Lider               | Poparcie    | Zmiana punktów procentowych | Mandaty (Sejm) | Zmiana | Mandaty (Senat) | Zmiana |
| ----------- | ------------------- | ----------- | --------------------------- | -------------- | ------ | --------------- | ------ |
| 1997        | Marian Krzaklewski  | 33,83% (1.) | –                           | 201/460        | –      | 51/100          | –      |
| 2001 (AWSP) | Andrzej Wiszniewski | 5,60% (7.)  | 28,23%                      | 0/460          | 201    | 6/100           | 45     |

### Wybory prezydenckie
| Wybory | Kandydat           | Zdjęcie kandydata | I tura      |
| Wybory | Kandydat           | Zdjęcie kandydata | Poparcie    |
| ------ | ------------------ | ----------------- | ----------- |
| 2000   | Marian Krzaklewski |                   | 15,57% (3.) |

### Wybory samorządowe
| Wybory | Lider | Poparcie  | Zmiana | Mandaty (Sejmiki) | Zmiana |
| 1998   | Marian Krzaklewski | 33,3 (1.) | –      | 342/855           | –      |
| 2002   | Krzysztof Piesiewicz | 3,4 (6.)  | 29,9%  | 17/561            | 325    |
| 2002   | sumaryczny wynik środowisk kończącej działalność AWS (głównie Ruch Społeczny i Stronnictwo Konserwatywno-Ludowe – Ruch Nowej Polski; jako Wspólnota 2002, Inicjatywa Społeczna Wspólnota Samorządowa, Wspólnota Małopolska, Wspólnota Samorządowa Województwa Śląskiego i Podkarpacie Razem) |           |        |                   |        |